# Plan and Execution
"Plan and Execution" é o sétimo episódio e o final do meio da sexta temporada de Better Call Saul, a série de televisão spin-off de Breaking Bad. Foi escrito e dirigido por Thomas Schnauz. Foi ao ar em 23 de maio de 2022, na AMC e AMC+. Em vários países fora dos Estados Unidos e Canadá, estreou na Netflix no dia seguinte.
No episódio, Jimmy McGill e Kim Wexler executam seu plano para desacreditar Howard Hamlin durante a audiência do acordo de Sandpiper. Enquanto isso, Lalo Salamanca ressurge em Albuquerque depois de descobrir a localização do laboratório secreto de metanfetamina de Gus Fring.
"Plan and Execution" foi aclamado pela crítica por sua direção, cinematografia, trilha sonora e atuações na tela, principalmente a de Patrick Fabian como Howard. Estima-se que 1,19 milhões de telespectadores viram o episódio durante sua primeira transmissão na AMC.

## Trama
No dia da mediação do acordo Sandpiper, Jimmy McGill, Kim Wexler e a equipe de filmagem de Jimmy correm para refazer suas fotos do ator interpretando o mediador Rand Casimiro para que o braço quebrado do verdadeiro Casimiro seja retratado nas fotos falsas. Eles revestem as fotos com a droga dilatadora da pupila que adquiriram do Dr. Caldera, então Jimmy as entrega ao investigador particular de Howard Hamlin, que tem trabalhado com Jimmy e Kim o tempo todo.
No escritório Hamlin, Hamlin & McGill (HHM), pouco antes do início da sessão de mediação, Howard vê as fotos, que parecem mostrar Jimmy dando a alguém os 20.000 dólares que ele recentemente sacou do banco. Jimmy e Kim ouvem a teleconferência para a mediação. Howard fica chocado ao reconhecer Casimiro como o homem das fotos e o acusa de aceitar suborno de Jimmy. Quando Howard tenta recuperar as fotos de seu escritório para provar sua alegação, ele descobre que elas foram trocadas por fotos inócuas de Jimmy. O comportamento errático de Howard causa o fim da conferência de mediação, e HHM e Davis & Main são obrigados a resolver o caso por menos do que esperavam.
Lalo Salamanca passa vários dias monitorando a lavanderia de Gus Fring. Ele faz uma gravação em vídeo dizendo a Don Eladio que tem provas da deslealdade de Gus. Supondo que Gus esteja monitorando as ligações de Hector Salamanca, Lalo diz a Hector que pretende atacar Gus naquela noite. Mike Ehrmantraut reproduz uma gravação da chamada para Gus e, em seguida, adiciona proteção adicional para Gus, redistribuindo equipes de segurança de alvos considerados de baixa prioridade para Lalo. Howard junta as peças do golpe de Jimmy e Kim e os confronta em seu apartamento. Lalo chega logo depois, com a intenção de "conversar" com Jimmy e Kim. Enquanto Kim implora a Howard para ir embora, Lalo o mata com um tiro na cabeça.

## Produção
"Plan and Execution" foi escrito e dirigido por Thomas Schnauz, um escritor veterano de Better Call Saul e Breaking Bad . O episódio apresenta a morte de Howard Hamlin, interpretado por Patrick Fabian, regular da série desde a primeira temporada. Fabian sabia antes das filmagens da sexta temporada que seu personagem teria uma saída precoce, mas só recebeu a notícia da morte de seu personagem cerca de duas semanas antes de filmar o episódio, observando que os escritores caracterizaram o momento como "uma dobradiça que balança o resto da temporada aberta". Schnauz disse que a morte de Howard foi "inevitável" porque "parecia que algo horrível tinha que acontecer como resultado do golpe". Rhea Seehorn, que interpreta Kim, disse que a morte de Howard foi "a personificação do que Kim e Jimmy fingiram não ser verdade durante toda a temporada - que não há consequências para suas ações".
Os escritores exploraram dezenas de maneiras possíveis para a história de Howard terminar. Uma ideia que eles consideraram envolvia o retorno dos gêmeos skatistas do primeiro e do segundo episódios da série. Nela, Howard teria sido levado a pensar que havia atropelado e matado um deles. Schnauz disse que era um dos muitos "enredos loucos diferentes. Trabalhamos nessas histórias por tanto tempo e tantos dias e percorremos tantos caminhos diferentes que é difícil dizer quando sentimos que estávamos no caminho certo. Nós apenas vamos peça por peça." Outra ideia seria Lalo tomando Howard, Jimmy e Kim como reféns, mas eles pensaram que Lalo matando Howard era "uma maneira perfeita de assustar Jimmy e Kim, colocar uma bala na cabeça desse estranho e seguir em frente." Schnauz e o diretor de fotografia Marshall Adams filmaram as reações de Jimmy e Kim à entrada de Lalo de várias maneiras, encontrando inspiração em uma cena do episódio da quinta temporada "Bad Choice Road", onde uma série de cortes mostra a reação traumatizada de Jimmy ao som de um espremedor. Duas câmeras foram montadas no rosto do ator Bob Odenkirk, que interpreta Jimmy, para capturar os cortes. Schnauz e o editor Skip Macdonald inicialmente enviaram uma versão da cena final para a AMC e a Sony, que apresentava um close da dilatação da pupila de Jimmy. Quando os estúdios questionaram a necessidade da tomada, eles finalmente decidiram que o mais simples seria melhor e, em vez disso, usaram uma tomada de Lalo aparecendo lentamente atrás de Howard enquanto os personagens assistiam em "silêncio grave e atordoado".
Rumores sobre a morte de Howard começaram a circular online em dezembro de 2021, quando Odenkirk compartilhou uma foto sua com Fabian, que estava vestido como personagem e tinha sangue no cabelo. Depois que "Plan and Execution" foi ao ar, Odenkirk admitiu seu erro no Twitter: "Bem, a verdade pode ser dita. Eu estraguei tudo." Fabian disse que a tripulação "simplesmente fingiu que não havia nada lá, mas eu também tinha muitas explicações para isso. Então, fiquei feliz por não ter ido mais longe do que foi."
O truque que Howard faz para impedir que um refrigerante batido efervesça foi adicionado por Schnauz, que o aprendeu com seu pai. Jennifer Bryan foi a designer de guarda-roupa dos ternos que Howard usa no episódio e ao longo da temporada, que foram feitos à mão em Gênova e montados em Los Angeles por Di Stefano, da Itália O bueiro de onde Lalo olha com binóculos não existe. O sistema de esgoto foi construído em um palco usando peças do petroleiro do episódio da sexta temporada "Rock and Hard Place". Tony Dalton, que interpreta Lalo, filmou suas cenas no palco. O bueiro foi posteriormente adicionado digitalmente às cenas durante a pós-produção. :23:12–25:35
Em agosto de 2020, o co-criador da série Peter Gould disse que não era a favor de dividir a sexta e última temporada em duas partes. Em fevereiro de 2022, a AMC revelou que dividiria a temporada, com "Plan and Execution" como o final do meio da temporada antes de um intervalo de seis semanas. Em maio, Gould provocou o episódio dizendo que o momento de angústia era "um grande problema. Acho que serão algumas semanas dolorosas para algumas pessoas descobrirem o que acontece." Um dia antes do episódio ir ao ar, Schnauz disse: "Só para avisar a todos: escrevemos S6 de #BetterCallSaul para ser exibido em 13 episódios contínuos, mas vários atrasos dividiram a temporada pela metade. Portanto, 607 não foi escrito ou filmado como um 'causa de angústia' tradicional." Depois que o episódio foi ao ar, Gould disse "aconteceu que a morte de Howard ocorreu bem no meio da temporada. E foi um bom ponto de ruptura, no meio da temporada, para a AMC." Schanuz reiterou que os escritores não planejavam ter o evento da morte de Howard como um final de meio de temporada e sustentou que isso foi uma coincidência.

## Recepção

### Resposta da crítica

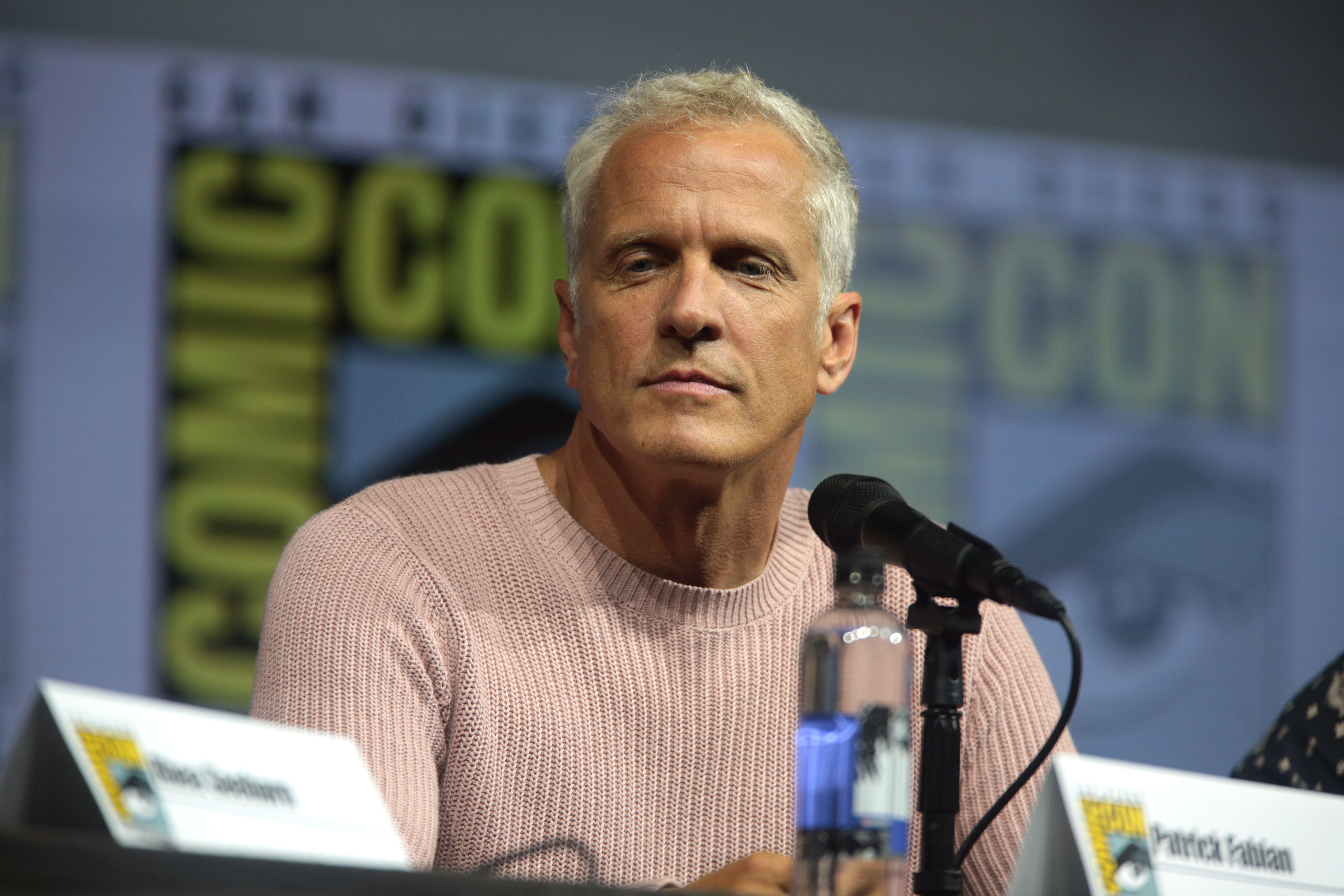
Patrick Fabian foi aclamado pela crítica por sua atuação como Howard Hamlin

"Plan and Execution" recebeu aclamação universal da crítica. No site agregador de resenhas Rotten Tomatoes, 100% das sete resenhas são positivas, com nota média de 10/10. Scott Tobias do Vulture e Nick Harley do Den of Geek compartilharam cinco de cinco avaliações para o episódio, enquanto Kimberly Potts do The AV Club e Steve Greene do IndieWire deram nota "A". Salon considerou-o o terceiro melhor episódio de TV do ano. Os membros da equipe que foram reconhecidos por seu trabalho neste episódio incluíram o escritor e diretor Thomas Schnauz, o compositor Dave Porter, o diretor de fotografia Marshall Adams e os membros do elenco Patrick Fabian, Bob Odenkirk e Rhea Seehorn. A primeira metade do episódio, retratando a execução de Jimmy e Kim de seu plano contra Howard, foi bem recebida. Alan Sepinwall, da Rolling Stone  deu notas positivas à trilha sonora de Porter durante essas sequências, chamando-a de "uma de suas músicas de alcaparras mais alegres de toda a série".
A atenção aos detalhes, como o piscar da vela acesa, a encenação e as atuações na cena final foram aclamadas pela crítica. A morte de Howard foi comparada à morte do adolescente Drew Sharp no episódio "Dead Freight" de Breaking Bad, além da cena do apartamento de Pulp Fiction onde o personagem de Samuel L. Jackson atira casualmente em um homem antes de perguntar ao amigo dele: "Oh, me desculpe, eu quebrei sua concentração?" Melanie McFarland, do Salon, notou o duplo significado por trás do título do episódio e categorizou a revelação do que "execução" significava como "uma das [cenas] mais sombrias da série", embora ela tenha dito que não estava "no mesmo nível de tragédia" como o episódio de Breaking Bad "Ozymandias". A atuação de Fabian foi destacada como a melhor do episódio. Greene disse que suas cenas foram "todas entregues com a força de alguém que sabe que está nas últimas cenas.

### Avaliações
Estima-se 1,19 milhões de telespectadores assistiram a "Plan and Execution" durante sua primeira transmissão na AMC em 23 de maio de 2022. No AMC+, "Plan and Execution" foi assistido 61% a mais do que a estreia da temporada, "Wine and Roses".

### Elogios
No 74º Primetime Emmy Awards, Bob Odenkirk recebeu uma indicação para Melhor Ator Principal em Série Dramática pelo episódio, enquanto Thomas Schnauz recebeu uma indicação de Melhor Roteiro para Série Dramática.